# Gustav Heinemann
Gustav Walter Heinemann (ur. 23 lipca 1899 w Schwelm, zm. 7 lipca 1976 w Essen) – niemiecki polityk, burmistrz Essen (1946–1949), minister spraw wewnętrznych (1949-1950), minister sprawiedliwości (1966-1969) i prezydent RFN (1969-1974).

## Życiorys
Heinemann przyszedł na świat w zamożnej rodzinie westfalskiej prokurenta Krupp AG Otto Heinemanna i jego żony Johanny. W 1917 r. zdał maturę w gimnazjum w dzielnicy Essen – Bredeney, został następnie powołany na front I wojny światowej. Z przyczyn zdrowotnych po kilku miesiącach przerwał służbę i do końca wojny pracował w zakładach Krupp AG.
W latach 1919–1922 studiował prawo, ekonomię i historię na uniwersytetach w Münster, Marburgu, Monachium, Getyndze i Berlinie. W 1922 zdał pierwszy, a w 1926 roku drugi prawniczy egzamin państwowy. W latach 1926–1928 pracował jako prawnik w Essen. W 1929 roku uzyskał doktorat z nauk prawnych na Uniwersytecie w Münster, następnie pracował jako radca prawny w Rheinische Stahlwerke AG. W latach 1933–1939 był wykładowcą prawa handlowego na Uniwersytecie w Kolonii.
W czasach Republiki Weimarskiej zaangażowany w działalność organizacji Reichsbanner Schwarz-Rot-Gold stawiającej sobie za cel obronę republiki i przeciwstawienie się wpływom NSDAP. Od 1934 roku działał w sprzeciwiającym się nazizmowi ruchu Bekenennde Kirche.
W 1945 roku aktywnie uczestniczył w tworzeniu struktur CDU, zarówno w Essen, jak i w całej Nadrenii. Jesienią 1946 został burmistrzem zniszczonego rodzinnego miasta. W 1947 roku w pierwszych powojennych wyborach do landtagu Nadrenii Północnej-Westfalii uzyskał mandat deputowanego z list CDU i został członkiem rządu landowego pod kierownictwem Karla Arnolda, obejmując tekę ministra sprawiedliwości, pełniąc tę funkcję do 1948 r.
W wyborach parlamentarnych w 1949 roku z list CDU został wybrany do Bundestagu. W latach 1949–1950 był ministrem spraw wewnętrznych w I rządzie kanclerza Konrada Adenauera. Jednak różnica w poglądach na temat remilitaryzacji państwa, której był przeciwnikiem, doprowadziła do odejścia Heinemanna z gabinetu Adenauera.
W listopadzie 1952 roku Heinemann wraz z Helene Wessel założył Gesamtdeutsche Volkspartei (GVP), która w wyborach parlamentarnych w 1953 roku nie dostała się do Bundestagu. W 1957 roku wstąpił do SPD, z której list uzyskał mandat do Bundestagu. W okresie Wielkiej Koalicji (CDU/CSU – SPD, 1966-1969) pełnił urząd ministra sprawiedliwości. Zasłynął wtedy wyrażeniem zrozumienia dla rozruchów studenckich w 1968 roku.
W roku 1969 dotychczasowy prezydent Heinrich Lübke ustąpił na kilka miesięcy przed końcem swojej kadencji. Wówczas władzę w kraju przejęła koalicja socjaldemokratów i liberałów z FDP na czele z Willym Brandtem. SPD jako swego kandydata na nowego prezydenta wysunęła właśnie Heinemanna, który w trzecim głosowaniu członków Zgromadzenia Narodowego wygrał zwykłą większością 512 do 506 głosów oddanych na jego kontrkandydata Gerharda Schrödera (CDU).

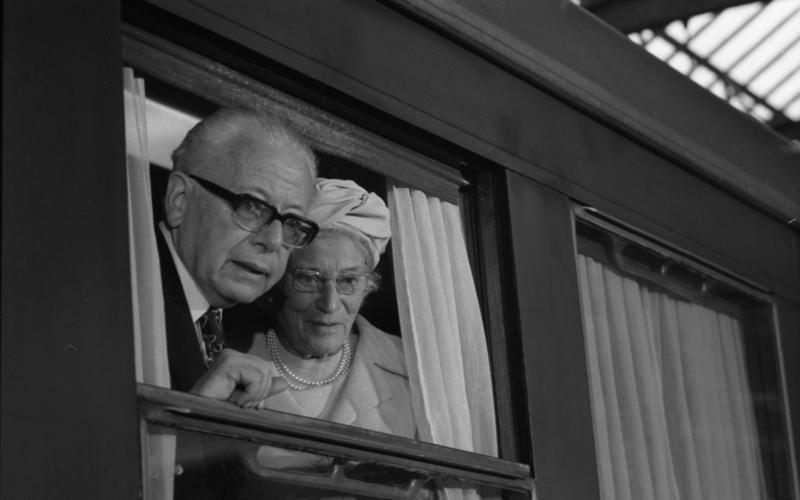
Heinemann wraz z żoną na dworcu kolejowym w Kolonii (1974)

W 1974 roku Heinemann zrezygnował z ubiegania się o drugą kadencję z powodów zdrowotnych i wycofał się z polityki. Zmarł w Essen 7 lipca 1976 roku i został pochowany na Parkfriedhof Essen.

## Życie prywatne
Heinemann był od 1926 roku w związku małżeńskim z Hildą Ordemann (1896–1979). Para miała czworo dzieci w tym teolożkę Utę Ranke-Heinemann.
Wnuczka Heinemanna, Christina Delius została żoną późniejszego prezydenta RFN Johannesa Raua.